# Elan Apartments
L' Elan Apartments est un gratte-ciel de 123 mètres de hauteur (hauteur du toit) construit à Sydney en Australie de 1995 à 1997.
Avec la flèche la hauteur du bâtiment est de 139 mètres.
Il abrite des logements sur 38 étages.
L'architecte est l'agence Nettleton Tribe 